# Frey (Familienname)
Frey ist ein deutscher und schweizerischer Familienname.

## Herkunft und Bedeutung
Der Name geht auf mittelhochdeutsch vrî «frei; frei geboren; unbekümmert, sorglos» zurück. Der Familienname geht damit entweder auf frühe Namensträger zurück, die im Hochmittelalter freie, nicht leibeigene Bauern waren, oder aber auf frühe Namensträger, die eine unbekümmerte Wesensart hatten.

## Varianten
- Frei, Fry, Frye, Frank
- englisch: Franklin
- slawisch: Volny, Wolny, Wollny

## Namensträger

### A
- Adalbert Frey (1922–2006), deutscher Unternehmer
- Adele Winter-Frey (1836–1913), deutsche Sängerin und Schauspielerin
- Adolf Frey (1855–1920), Schweizer Schriftsteller und Literaturhistoriker
- Adolf Frey-Moock (1881–1954), Schweizer Maler
- Adrian Frey (* 1958), Schweizer Jazzmusiker
- Albert Frey (Maler) (1870–1948), Schweizer Maler und Grafiker
- Albert Frey (Architekt) (1903–1998), US-amerikanischer Architekt
- Albert Frey (Musiker) (* 1964), deutscher Liedermacher und Musikproduzent
- Albert Frey-Wyssling (1900–1988), Schweizer Botaniker
- Alexander Frey (Musiker) (* 1961), US-amerikanischer Pianist, Organist und Dirigent
- Alexander Moritz Frey (1881–1957), deutscher Schriftsteller
- Alfred Frey (Politiker) (1859–1924), Schweizer Wirtschaftspolitiker
- Alfred Frey (Sänger) (1904–nach 1958), deutscher Sänger (Bass)
- Alfred Frey (Fußballfunktionär), österreichischer Fußballfunktionär, Präsident von SC Wacker Wien, Erfinder des Europapokals der Pokalsieger, ÖFB-Vizepräsident
- Alfred Frey-Roos (auch Fredy Frey-Roos; * 1958/1959), Schweizer Wildtierbiologe
- Alois Frey (1911–1990), deutscher SS-Unterscharführer im KZ Auschwitz
- Andrea Adams-Frey (* 1966), deutsche Sängerin
- Andreas Frey (Pädagoge) (* 1964), deutscher Erziehungswissenschaftler, Berufs-/Wirtschaftspädagoge und Hochschullehrer
- Andreas Frey (Wirtschaftswissenschaftler) (* 1967), deutscher Wirtschaftswissenschaftler und Hochschullehrer
- Andreas Frey (Informatiker) (* 1969/1970), deutscher Flugzeuginformatiker und Hochschullehrer
- Andreas Frey (Psychologe) (* 1971), deutscher Psychologe und Hochschullehrer
- Andrin Frey (* 2000), Schweizer Kunstturner
- Angelika Baumgart-Frey, deutsche Schauspielerin
- Anna de Frey (1768–1808), niederländische Zeichnerin, Kopistin und Malerin
- Anna Frey (* 2007), US-amerikanische Tennisspielerin
- Annina Frey (* 1980), Schweizer Fernsehmoderatorin, Schauspielerin und Model
- Anton Frey-Näpflin (1929–2010), Schweizer Investor, Kunstsammler und Stiftungsgründer
- Arthur Frey (Pädagoge) (1879–1959), Schweizer Pädagoge und Autor
- Arthur Frey (Politiker) (1897–1955), Schweizer Politiker
- August Frey (Politiker) (ab 1873 Karl August von Frey, ab 1884 Karl August Ritter von Frey; 1826–1898), österreichischer Industrieller und Politiker
- August Frey (Fabrikant) (1871–1931), Schweizer Chemiefabrikant
- August Frey (Maler) (1912–1998), Schweizer Maler und Grafiker
- August Ferdinand Frey (1819–1875), schweizerisch-österreichischer Maschinenfabrikant

### B
- Barbara Frey (Schauspielerin, 1941) (* 1941), deutsche Schauspielerin
- Barbara Frey (Schauspielerin, 1955) (* 1955), deutsche Schauspielerin
- Barbara Frey (Regisseurin) (* 1963), Schweizer Theaterregisseurin
- Beatrice Frey (* 1951), schweizerisch-österreichische Schauspielerin
- Bernhard Frey (Jesuit) (1606–1685), deutscher Theologe, Jesuit und Philosoph
- Bernhard Frey, Pseudonym von Marie Bernhard (1852–1937), deutsche Schriftstellerin
- Bernhard Frey (Regieassistent) (* 1946), deutscher Regieassistent und Drehbuchautor
- Beth Frey, australische Film- und Fernsehproduzentin
- Bruno Frey (Mäzen) (1920–2005), deutscher Unternehmer und Mäzen
- Bruno S. Frey (* 1941), Schweizer Wirtschaftswissenschaftler

### C
- Carl Frey (Politiker, 1818) (1818–1895), deutscher Politiker
- Carl von Frey (1826–1896), österreichischer Kaufmann, Musiker, Maler und Kunstsammler, Vater von Maximilian von Frey
- Carl Frey (1857–1917), deutscher Kunsthistoriker
- Carl Frey (Politiker, 1873) (1873–1934), Schweizer Jurist und Politiker
- Carl Benedikt Frey, schwedisch-deutscher Wirtschaftswissenschaftler und Wirtschaftshistoriker
- Caroline Frey (Caroline Frey Marreros Canales; * um 1977), Schweizer Tiermedizinerin, Parasitologin und Hochschullehrerin
- Charles Frey (Politiker) (1888–1955), französischer Politiker, Bürgermeister von Straßburg
- Charles Frey (Mediziner), US-amerikanischer Mediziner
- Charles Friedrich Frey, Geburtsname von Akron (Okkultist) (1948–2017), Schweizer Okkultist
- Christian Frey (1957–2021), deutscher Drehbuchautor und Regisseur
- Christian Conrad Frey (1798–1870), deutscher Generalleutnant
- Christian Karl Frey (* 1977), deutscher Historiker
- Christofer Frey (* 1938), deutscher Theologe
- Christoph Frey (* 1962), Schweizer Squashspieler
- Christoph Patrick Frey (* 1949), Schweizer Bildhauer
- Claude Frey (* 1943), Schweizer Politiker (FDP)
- Claudia Frey (* 1971), deutsche Designerin und Hochschullehrerin
- Conrad Cramer-Frey (1834–1900), Schweizer Unternehmer und Politiker
- Cornel Frey (* 1977), Schweizer Sänger (Tenor)

### D
- Dagobert Frey (1883–1962), österreichischer Kunsthistoriker
- Daniela Frey, deutsche Fußballspielerin
- Dave Frey (1949–2015), US-amerikanischer Jazzmusiker
- David Frey (* 1991), Schweizer Fußballspieler
- Dennis Frey (* 1981), deutscher Musiker, siehe Touché (Band)
- Dieter Frey (Psychologe) (* 1946), deutscher Sozialpsychologe
- Dieter Frey (Fußballspieler) (* 1972), deutscher Fußballspieler

### E
- Eberhard Frey (1916–1993), deutscher Maler und Grafiker
- Eberhard Frey (Paläontologe) (* 1953), deutscher Paläontologe
- Eckart Frey (1949–2024), deutscher Althistoriker
- Eduard Frey (1888–1974), Schweizer Botaniker
- Eleonore Frey (auch Eleonore Frey-Staiger; * 1939), Schweizer Literaturwissenschaftlerin und Schriftstellerin
- Ella Frey (* 2004), deutsche Schauspielerin
- Elmar Frey (* 1964), Schweizer Jazzmusiker
- Emil Frey (1803–1889; auch Emil Remigius Frey), Schweizer Politiker und Richter, Tagsatzungsgesandter
- Emil Frey (Politiker, 1838) (1838–1922), Schweizer Bundesrat
- Emil Frey (Politiker, 1856) (1856–1895), Schweizer Redaktor und Politiker
- Emil Frey (Politiker, 1861) (1861–1916), Schweizer Anwalt und Politiker
- Emil Frey (Komponist) (1889–1946), Schweizer Pianist und Komponist
- Emil Frey (Unternehmer) (1898–1995), Schweizer Unternehmer
- Emil Frey (Manager) (1904–1980), deutscher Jurist und Versicherungsmanager
- Emil Frey-Burri (1878–1959), Schweizer Architekt
- Emil Frey-Gessner (1826–1917), Schweizer Entomologe
- Emil Frey-Rohrbach (1913–1993), Schweizer Bauunternehmer
- Emil Frey-Trümpy (1878–1936), Schweizer Uhrenfabrikant
- Emil Karl Frey (1888–1977), deutscher Chirurg
- Emil Remigius Frey (1803–1889; auch Emil Frey), Schweizer Politiker und Richter, Tagsatzungsgesandter
- Emilie Louise Frey (1869–1937), Schweizer Ärztin
- Emilio Frey (1872–1964), schweizerisch-argentinischer Topograf
- Eric Frey (* 1963), österreichischer Journalist und Schriftsteller
- Erich Frey (1882–1964), deutscher Rechtsanwalt und Dramatiker
- Erik Frey (1908–1988), österreichischer Schauspieler
- Ernst Frey (Stenograf) (1867–1932), deutscher Theologe und Stenograf
- Ernst Frey (Schriftsteller) (1876–1956), Schweizer Schriftsteller
- Ernst Frey (Soldat) (1915–1994), österreichischer Legionär
- Ernst Frey-Baumgartner (1887/1888–1945), Schweizer Bauunternehmer und Firmengründer
- Ernst Arnold Frey (1893–1971), Schweizer Maler und Lyriker
- Ernst Kurt Frey (1878–1960), deutscher Pharmakologe
- Erwin Frey (Industrieller) (1908–1991), Schweizer Industrieller
- Erwin Frey (* 1960), deutscher Physiker und Hochschullehrer
- Erwin R. Frey (1906–1981), Schweizer Rechtswissenschaftler
- Etienne Frey (* 1961), Schweizer Tänzer
- Eugen Frey (Bildhauer) (1885–nach 1943), deutscher Bildhauer
- Eugen Frey (Fußballspieler) (1913–1998), deutscher Fußballspieler

### F
- Fran Frey (1903–1962), US-amerikanischer Musiker, Songwriter, Komponist und Bandleader
- Frank Frey (* 1924), deutscher Heimatforscher
- Franz Frey (Politiker) (* 1948), deutscher Politiker (SPD)
- Franz Frey (Bobfahrer), deutscher Bobfahrer
- Franz Andreas Frey (1763–1820), deutscher Theologe, Kirchenrechtler und Hochschullehrer
- Franz Xaver Frey (Politiker, 1788) (1788–1840), deutscher Politiker, MdL Baden
- Franz Xaver Frey (Priester) (1895/1896–1965), deutscher Priester und Naturforscher
- Franz Xaver Frey (Politiker, 1928) (1928–1987), deutscher Jurist und Politiker (CSU), Landrat von Augsburg
- Frido Frey (1921–2000), deutscher Basketballspieler
- Friedrich Frey (Schauspieler) (1824–1892), deutscher Schauspieler
- Friedrich Frey (Archivar) (1867–1933), Kantonsarchivar und Heimatforscher
- Friedrich Frey (Geschäftsmann) (1882–1953), Schweizer Geschäftsmann
- Friedrich Frey (Kristallograph) (* 1942), deutscher Kristallograph und Hochschullehrer
- Friedrich Frey-Herosé (1801–1873), Schweizer Unternehmer
- Fritz Frey (Architekt) (1857–1917), Schweizer Architekt
- Fritz Frey (Heimatforscher) (1881–1962), deutscher Heimatforscher
- Fritz Frey (Politiker) (1914–1984), deutscher Politiker (CDU)
- Fritz Frey (Kanute), Schweizer Kanute
- Fritz Frey (Moderator) (* 1958), deutscher Journalist und Fernsehmoderator

### G
- Georg Frey (Politiker, 1786), deutscher Politiker
- Georg Frey (1902–1976), deutscher Textilfabrikant und Käfersammler
- Georg Frey (General) (1807–1890), deutscher Generalmajor
- Georg Frey (Ingenieur) (* 1969), deutscher Ingenieur und Hochschullehrer für Automatisierungstechnik
- Willi Frenzel (1879–1953), deutscher Radrennfahrer und Radsportfunktionär
- Georg Ludwig Frey (1761–1818), Großherzoglich-Hessischer Amtmann und Polizeirat
- Georg Siegrist-Frey (1909–1986), Schweizer Heimatforscher
- Georges Frey (Musiker) (1890–1975), französischer Geiger, Bratschist und Spezialist des Rundbogenspiels
- Georges Frey (* 1941), französischer Zen-Meister, siehe Taikan Jyoji
- Géraldine Frey (* 1997), Schweizer Leichtathletin
- Gerard Louis Frey (1914–2007), US-amerikanischer Geistlicher, Bischof von Lafayette
- Gerd Frey (* 1966), deutscher Schriftsteller
- Gerhard Frey (Philosoph) (1915–2002), österreichischer Philosoph
- Gerhard Frey (Politiker) (1933–2013), deutscher Verleger und Politiker (DVU)
- Gerhard Frey (Mathematiker) (* 1944), deutscher Mathematiker
- Glenn Frey (1948–2016), US-amerikanischer Musiker
- Gottfried Frey (1871–1952), deutscher Mediziner, Ministerialbeamter und Autor
- Günter Frey (1949–2014), deutscher Sportwissenschaftler
- Günther Frey (1923–2010), österreichischer Maler und Kunstpädagoge
- Gustav Frey-Bally (1898–1983), Schweizer Schuhfabrikant und Funktionär

### H
- Hans Frey (Lautenbauer) (1450–1523), deutscher Lauten- und Harfenbauer, Harfenist und Komponist, Mechaniker und Tischbrunnenbauer, Schwiegervater von Albrecht Dürer
- Hans Frey (Papiermacher) (1505–1555), Papiermacher
- Hans Frey (Offizier) (1873–1947), Schweizer Ingenieur, Generalstabsoffizier und Hochschullehrer
- Hans Frey (Bildhauer) (1877–1935), Schweizer Bildhauer und Medailleur
- Hans Frey (Dirigent) (1885–1965), Schweizer Dirigent
- Hans Frey (Maler, 1900) (1900–1982), deutscher Maler und Grafiker
- Hans Frey (Politiker, I), deutscher Gewerkschafter und Politiker, MdV
- Hans Frey (Pianist) (1913–1973), Schweizer Pianist
- Hans Frey (Maler, 1919) (1919–??), Schweizer Maler
- Hans Frey (Verleger) (1922–2006), Schweizer Verleger
- Hans Frey (Politiker, 1949) (1949–2024), deutscher Autor und Politiker (SPD), MdL Nordrhein-Westfalen
- Hans Frey-Hoepfner (1865–1939), Schweizer Geologe und Mineraloge
- Hans Georg Frey (1937–2017), Schweizer Architekt
- Hans-Georg Frey (* 1956), deutscher Industriemanager
- Hans-Hasso Frey (1927–2020), deutscher Veterinärmediziner, Pharmakologe und Hochschullehrer
- Hans-Hellmut Frey (* 1935), deutscher HNO-Arzt
- Hans-Joachim Frey (* 1965), deutscher Theaterintendant und Regisseur
- Hans-Jörg Frey (* 1952), Schweizer Schauspieler
- Hans-Jost Frey (1933–2023), Schweizer Literaturwissenschaftler und Schriftsteller
- Hans Karl Frey (1916–1974), Schweizer Diplomat
- Hans Konrad Frey († 1665), Schweizer Bildhauer
- Harald Frey (* 1997), norwegischer Basketballspieler
- Harro Frey (1942–2011), deutscher Bildhauer
- Harry Frey (* 1926), deutscher Fußballspieler
- Hedwig Frey (1877–1938), Schweizer Anatomin
- Heinrich Frey (Mediziner) (1822–1890), Schweizer Arzt und Zoologe
- Heinrich Frey (Landrat) (1939–2022), deutscher Politiker (CSU)
- Heinrich Frey-Huber (1908–1998), Schweizer Botaniker, Archivar und Bibliothekar
- Heinrich Julius Frey (1903–1969), deutscher Unternehmer und Wandervogel
- Heinz Frey (1929–1968), Schweizer Schuhmacher, Maler und Holzschneider
- Heinz Frey-Furrer (1924–1999), Schweizer Maler und Lehrer
- Hellmuth Frey (1901–1982), deutscher Theologe
- Helmut Frey (* 1947), deutscher Schlagersänger
- Helmuth Frey (* 1943), österreichischer Unternehmer und Manager
- Herbert Frey (Wirtschaftspädagoge) (1920–2014), deutscher Wirtschaftspädagoge und Hochschullehrer
- Herbert Frey (Unternehmer) (1928–2019), deutscher Unternehmer und Verbandsfunktionär
- Herbert Frey (Sportfunktionär) (1941/1942 – 2025), deutscher Unternehmer und Eishockeyfunktionär
- Herbert Frey (Politiker), österreichischer Politiker
- Herman-Walther Frey (1888–1968), deutscher Musikwissenschaftler, Kunsthistoriker und Verwaltungsjurist
- Hermann Frey (Unternehmer) (1844–1928), Schweizer Fabrikant
- Hermann Frey (Liedtexter) (1876–1950), deutscher Schlagertexter und Stepptänzer
- Hermann Frey (Architekt) (1908–1980), Schweizer Architekt
- Hermann Heinrich Frey (1549–1599), deutscher evangelischer Theologe
- Herrad Frey (1933–2022), französische Bogenschützin
- Hertha Frey-Dexler (1917–1999), Schweizer Eiskunstläuferin
- Hieronymus Frey (1535–1585), Schweizer Ordensgeistlicher, Abt von Muri
- Hubertus Carl Frey (1929–2003), deutscher Grafikdesigner und Art Director
- Hugo Frey (Pianist) (1873–1952), US-amerikanischer Pianist, Violinist, Komponist, Arrangeur und Dirigent
- Hugo Frey (Maler) (1878–1939), Schweizer Maler und Zeichenlehrer

### I
- Isak Frey (* 2003), norwegischer Biathlet
- Isidor Grauer-Frey (1859–1940), Schweizer Unternehmer und Politiker

### J
- Jacob Frey (vor 1520–1562), deutscher Dichter
- Jacob Frey (Politiker) (* 1981), US-amerikanischer Politiker, Bürgermeister von Minneapolis
- Jakob Frey (Kupferstecher) (1681–1752), Schweizer Kupferstecher und Verleger
- Jakob Frey (1824–1875), Schweizer Schriftsteller
- James Frey (1931) (* 1931), US-amerikanischer Baseballfunktionär
- James Frey (* 1969), US-amerikanischer Schriftsteller
- James N. Frey (* 1943), amerikanischer Autor
- Jana Frey (* 1969), deutsch-schweizerische Autorin
- Jean Frey (Verleger) (1861–1951), Schweizer Verleger, siehe Jean Frey AG
- Jinh Yu Frey (* 1985), US-amerikanische Mixed-Martial-Arts-Kämpferin
- Joa Frey (* 1993), Schweizer Fusionmusiker
- Joachim Frey (1905–1983), deutscher Internist und Hochschullehrer
- Joachim Frey (Mikrobiologe) (* 1951), Schweizer Mikrobiologe, Bakteriologe und Hochschullehrer
- Johann Baptist Frey (1852–1921), deutscher Textilfabrikant, Begründer der Firma Lodenfrey
- Johann Franz Frey, österreichischer Orgelbauer
- Johann Friedrich Frey (1800–1884), Bezirksamtmann von Brugg, eidgenössischer Oberst und Generaladjutant
- Johann Friedrich Wilhelm Frey (1804–1879), preußischer Generalmajor
- Johann Georg Frey (1821–1888), deutscher Weber und Unternehmer
- Johann Gottfried Frey (1762–1831), deutscher Verwaltungsbeamter
- Johann Jakob Frey (1813–1865), Schweizer Landschaftsmaler
- Johann Jakob Frey (Architekt) (1848–1890), Schweizer Architekt
- Johann Jakob Frey (Redaktor) (1858–1925), Schweizer Journalist, Politiker
- Johann Ludwig Frey (1682–1759), Schweizer Theologe und Historiker
- Johann Michael Frey (1750–1820), deutscher Landschaftsmaler und Kupferstecher
- Johann Thomas Freigius (auch: Frey oder Frigius; 1543–1583), deutscher Philosoph der Spätscholastik
- Johann Rudolf Frey, Bürgermeister von Basel, Tagsatzungsgesandter
- Johann Zacharias Frey (1769–1829), polnischer Maler und Kupferstecher österreichischer Abstammung
- Johanna Fischer-Frey (1867–1907), österreichische Opern- und Operettensängerin
- Johannes Frey (Weihbischof) († 1474), deutscher Geistlicher und Franziskaner
- Johannes Frey (Bildhauer), deutscher Bildhauer
- Johannes Frey (Schultheiss) (1740–1815), Schweizer Schultheiß
- Johannes Frey (Theologe) (1743–1800),  Schweizer Theologe
- Johannes Frey (Judoka) (* 1996), deutscher Judoka
- John Frey (* 1958), US-amerikanischer Radrennfahrer
- Jörg Frey (* 1962), deutscher Theologe
- Josef Frey (Regierungsrat) (1876–1952), Schweizer Regierungsrat und Agrarfunktionär
- Josef Frey (Kommunist) (1882–1957), österreichischer Politiker (KPÖ) und Gründer der trotzkistischen KPÖ-Opposition
- Josef Frey, wirklicher Name des deutschen Politikers Josha Frey (* 1959), MdL
- Joseph Frey (Architekt) (1759–1819), deutscher Festungsbaumeister
- Joseph Frey (Schriftsteller) (1815–1896), deutschsprachiger Schriftsteller und Jesuit
- Joseph Heinrich Frey (1824–1877), Baselländer Politiker und Arbeiterfunktionär
- Josha Frey (* 1959), deutscher Politiker (Bündnis 90/Die Grünen)
- Julius Frey (Bankmanager) (1855–1925), Schweizer Jurist und Bankmanager
- Julius Frey (Schwimmer) (1881–1960), deutscher Schwimmer
- Julius Frey (Politiker) (1895–1965), deutscher Politiker (CDU), Bürgermeister von Gelnhausen
- Julius Frey (Schauspieler) (1901–1948), deutscher Schauspieler
- Junius Frey (1753–1794), österreichischer Heereslieferant, Alchemist und Freimaurer
- Jürgen Frey (* vor 1953), deutscher Chemiker und Hochschullehrer
- Justus Frey (1799–1878), österreichischer Schriftsteller und Mediziner

### K
- Karin Frey (* 1943), deutsche Schauspielerin
- Karl von Frey (1826–1896), österreichischer Kunstsammler, siehe Carl von Frey
- Karl Frey (1827–1914), deutscher Schriftsteller, siehe Karl Frenzel (Schriftsteller)
- Karl Frey (Maler) (1836–1900), deutscher Maler
- Karl Frey (Ingenieur) (1844–1928), deutscher Ingenieur und Eisenbahndirektor
- Karl Frey (Historiker) (1848–1919), Schweizer Altphilologe und Historiker
- Karl Frey (1857–1917), deutscher Kunsthistoriker, siehe Carl Frey
- Karl Frey (Regisseur) (1866–1950), deutscher Schauspieler, Regisseur und Drehbuchautor
- Karl Frey (1880–1942), Schweizer Schriftsteller, siehe Konrad Falke
- Karl Frey (Architekt, 1884) (1884–1958), Schweizer Architekt
- Karl Frey (Politiker, 1886) (1886–1987), deutscher Lehrer und Geschäftsmann, Senator der Südafrikanischen Union
- Karl Frey (Politiker, 1928) (1928–2022), deutscher Politiker (CDU)
- Karl Frey (Pädagoge) (1942–2005), Schweizer Pädagoge und Hochschullehrer
- Karl Frey (Architekt, 1943) (* 1943), deutscher Architekt
- Karl Frey (Politiker, 1944) (* 1944), Schweizer Politiker und Alt-Gemeindeammann von Wettingen
- Karl Frey-Schwarz (1925–2021), deutscher Architekt
- Karl-Heinz Frey (1950–2019), deutscher Fußballspieler
- Karl-Richard Frey (* 1991), deutscher Judoka
- Kaspar Frey († um 1526/1527), Schweizer Chronist und Verwaltungsbeamter
- Kaspar Frey (Jurist) (* 1957), deutscher Jurist, Rechtswissenschaftler und Hochschullehrer
- Katharina Frey-Hock (1896–1979), deutsche Bildhauerin
- Klaus Frey, eigentlicher Name von Klaus Fery (1893–1955), deutscher Schauspieler, Regisseur, Filmproduzent und Verleger
- Konrad Frey (Turner) (1909–1974), deutscher Turner
- Konrad Frey (Architekt) (* 1934), österreichischer Architekt
- Kurt Frey (Politiker, 1902) (1902–1945), deutscher Politiker (NSDAP), MdR
- Kurt Frey (Verwaltungsjurist) (1913–1993), deutscher Verwaltungsjurist und Bildungsexperte

### L
- Lavinia Frey (* 1969), deutsche Kulturmanagerin
- Lea W. Frey (* ≈1982), deutsche Sängerin und Songwriterin
- Leif Frey (* 1979), deutscher Skispringer
- Leni Heitz-Frey (1928–1998), Schweizer Zeichenlehrerin, Malerin und Holzschneiderin
- Liliane Frey-Rohn (1901–1991), Schweizer Psychologin
- Lisa Frey (* 1995), Schweizer Handballspielerin
- Leonard Frey (1938–1988), US-amerikanischer Schauspieler
- Lonny Frey (1910–2009), US-amerikanischer Baseballspieler
- Lore Frey-Asche (1929–2011), deutsche Klassische Archäologin
- Lothar Frey (1958–2018), deutscher Ingenieurwissenschaftler
- Louis Frey (1934–2019), US-amerikanischer Politiker
- Łucja Frey-Gottesman (1889–1942), polnische Philosophin und Medizinerin
- Ludwig Frey (1810–1871), deutscher Rechtswissenschaftler und Publizist

### M
- Madeleine Frey (* 1984), deutsche Kunsthistorikerin, Volkswirtin und Museumsleiterin
- Magdalena Frey (Fotografin) (* 1963), österreichische Fotografin und Videokünstlerin
- Magdalena Frey (Handballspielerin) (* 1997), deutsche Handballerin
- Manuel Frey (* 1964), deutscher Historiker
- Manuel Frey-Wettstein (* 1932), Schweizer Transfusionsmediziner
- Manuela Frey (* 1996), Schweizer Model
- Marc Frey (* 1963), deutscher Historiker
- Marguerite Frey-Surbek (1886–1981), Schweizer Malerin
- Marie Frey (Schauspielerin) (1815–1870), österreichische Schauspielerin
- Marie Frey (Schriftstellerin) (1860–nach 1928), deutsche Schriftstellerin
- Marlon Frey (* 1996), deutscher Fußballspieler
- Martin Frey (Pianist) (1872–1946), deutscher Pianist und Klavierpädagoge
- Martin Frey (Politiker) (1904–1971), deutscher Politiker (CDU)
- Martin Frey (Künstler) (1907–1991), deutscher Maler, Grafiker und Plastiker
- Martin Frey (Geologe) (1940–2000), Schweizer Geologe und Hochschullehrer
- Martin Frey (Theaterwissenschaftler) (* 1961), österreichischer Theaterwissenschaftler
- Martin Frey (Radsportler) (* 1994), deutscher Radsportler
- Mats Frey (* 1986), Schweizer Drehbuchautor, Regisseur und Produzent
- Matthias Frey (Bildhauer) (* 1953), deutscher Bildhauer und Keramiker
- Matthias Frey (Musiker) (* 1956), deutscher Pianist und Komponist
- Matthias Frey (Politiker) (* 1964), deutscher Jurist und Politiker (FDP)
- Maurus Frey (* 1982), Schweizer Politiker (Grüne)
- Max Frey (Regierungsdirektor) (1799–1871), deutscher Regierungsbeamter
- Max von Frey (1852–1932), deutscher Physiologe; siehe Maximilian von Frey
- Max Frey (Maler, 1874) (1874–1944), deutscher Maler
- Max Frey (Musikpädagoge) (1898–1963), Schweizer Musikpädagoge, Dirigent
- Max Frey (Maler, 1902) (1902–1955), österreichischer Maler
- Max Frey (Verleger) (1905–1992), Schweizer Verleger und Unternehmer
- Max Frey (Chorleiter) (* 1941), deutscher Chorleiter
- Max Frey (Künstler) (* 1949), Schweizer Fotografie- und Objektkünstler
- Maximilian von Frey (1852–1932), deutsch-österreichischer Physiologe
- Melanie Frey (* 1994), Schweizer Unihockeyspielerin
- Michael Frey (Komponist) (1787–1832), deutscher Komponist
- Michael Frey (Historiker) (1788–1854), deutscher Historiker
- Michael Frey (Musiker), Schweizer Jazzmusiker
- Michael Frey (Politiker), US-amerikanischer Politiker
- Michael Frey (Fussballspieler) (* 1994), Schweizer Fußballspieler
- Michel Frey (Architekt) (?–1994), Schweizer Architekt
- Michel Frey (* 1973), Schweizer Autorennfahrer
- Miquette Frey (geb. Thilo; 1909–2002), Schweizer Bildhauerin
- Mogens Frey (* 1941), dänischer Radrennfahrer
- Monique Frey (* 1965), Schweizer Politikerin (Grüne)
- Moritz Frey (1827–1904), badischer Verwaltungsjurist
- Myriam Frey Schär (* 1972), Schweizer Politikerin (Grüne)

### N
- Nicolas Frey (* 1984), französischer Fußballspieler
- Noah J. Frey (1883–1974), US-amerikanischer Versicherungsmanager
- Noëlle Frey (* 1992), Schweizer Handballspielerin
- Nora Frey (* 1950), österreichische Journalistin und Moderatorin
- Norbert Frey (* 1966), deutscher Kardiologe und Hochschullehrer

### O
- Oliver Frey (Comiczeichner) (1948–2022), Schweizer Comiczeichner und Illustrator
- Oliver W. Frey (1887–1939), US-amerikanischer Politiker
- Olivier Frey (* 1979), Schweizer Leichtathlet
- Oscar Frey (Fussballspieler) (1883–1951), Schweizer Fußballspieler
- Oscar Frey (Offizier) (1893–1945), Schweizer Offizier
- Oscar Frey-Auckenthaler (1879–1951), Schweizer Industrieller
- Oskar Frey (Maler) (1883–1966), deutscher Maler
- Oskar Frey (Pfarrer) (1893–1958), deutscher Pfarrer
- Oszkár Frey (* 1953), ungarischer Kanute
- Otto Frey (Politiker) (1824–1903), deutscher Verwaltungsjurist und Politiker (NLP), MdL Baden
- Otto Frey (Unternehmer) (1858–1925), Schweizer Architekt und Unternehmer
- Otto Frey (Baumeister) (1877–1952), deutscher Baumeister
- Otto Frey (Bildhauer) (auch Otto Frey-Thilo; 1916–2004), Schweizer Bildhauer
- Otto Frey (Fußballspieler) (* 1952), deutscher Fußballspieler und -trainer
- Otto Frey-Baer (1909–1973), Schweizer Ingenieur
- Otto-Herman Frey (1929–2023), deutscher Archäologe

### P
- Patrick Frey (* 1949), Schweizer Kabarettist und Schauspieler
- Patrick Frey (Designer) (* 1973), deutscher Industriedesigner
- Paul Frey (Pfarrer) (1910–1995), Schweizer Pfarrer
- Paul Frey (Sänger) (* 1941), kanadischer Sänger (Tenor) und Eishockeyspieler
- Peter Frey (Journalist, 1923) (1923–1990), Schweizer Journalist (Tages-Anzeiger)
- Peter Frey (Parteifunktionär) (* 1923), deutscher Jugend- und Parteifunktionär (FDJ, SED)
- Peter Frey (Journalist, 1957) (* 1957), deutscher Journalist (ZDF)
- Peter K. Frey (* 1941), Schweizer Bassist und Klangkünstler
- Petra Frey (* 1978), österreichische Schlagersängerin
- Petra Auer-Frey (* 1963), deutsche Schauspielerin
- Philip Bijawat Frey (* 2006), deutsch-thailändischer Fußballspieler
- Philipp Frey (1729–1793), Schweizer Kupferstecher

### R
- Rahel Frey (* 1986), Schweizer Automobilrennfahrerin
- Rainer-Marc Frey (* 1963), Schweizer Unternehmer
- Regina Frey (* 1966), deutsche Politikwissenschaftlerin
- René L. Frey (* 1939), Schweizer Ökonom
- Richard Frey (1920–2004), österreichischer Arzt
- Roger Frey (1913–1997), französischer Politiker
- Roland Frey (* 1961), deutscher Schauspieler und Synchronsprecher
- Rolf Frey (Grafiker) (1896–1937), österreichischer Grafiker
- Rolf Frey (Journalist) (* 1956), Schweizer Journalist und Dokumentarfilmer
- Rolf Frey (Musiker), deutscher Musiker und Sänger
- Rudi Frey (1941–2014), österreichischer Fotograf
- Rudolf Frey (Ingenieur) (1873–1935), Schweizer Ingenieur und Unternehmer
- Rudolf Frey (Mediziner) (1917–1981), deutscher Chirurg und Anästhesiologe
- Rudolf Frey (Fotograf) (* 1958), Schweizer Botaniker und Naturfotograf
- Rudolf Frey (Regisseur) (* 1983), österreichischer Theaterregisseur
- Ruth Frey (1924–2012), deutsche Missionarin

### S
- Sabrina Frey (* 1978), Schweizer Musikerin
- Sami Frey (geb. Samuel Frei; * 1937), französischer Schauspieler
- Samuel Frey (Künstler) (1785–1836), Schweizer Maler, Grafiker und Lithograf
- Samuel Frey (Politiker) (1820–1905), Schweizer Politiker und Richter
- Samuel Frey (Fabrikant) (1850–1934), Schweizer Papierfabrikant und Politiker
- Sebastian Frey (Oberamtmann) (um 1790–1878), deutscher Verwaltungsbeamter und Richter
- Sebastian Frey (Radsportler) (* 1984), deutscher Radrennfahrer
- Sebastian Frey (Leichtathlet) (* 2002), österreichischer Leichtathlet
- Sébastien Frey (* 1980), französischer Fußballspieler
- Siegfried Frey (Journalist) (1901–1967), Schweizer Journalist, Historiker, Hochschullehrer und Politiker
- Siegfried Frey (Psychologe) (* 1940), deutscher Psychologe und Hochschullehrer
- Silvester Frey (1851–1919), deutscher Publizist
- Sim Frey, Schweizer Ingenieur, Konstrukteur und Erfinder
- Sonja Frey (* 1993), österreichische Handballspielerin
- Stefan Frey (Kunsthistoriker) (* 1957), Schweizer Kunsthistoriker
- Stefan Frey (Badminton) (* 1959), deutscher Badmintonspieler
- Stefan Frey (Politiker) (* 1975), deutscher Politiker (CSU)
- Stefan Frey (Theaterwissenschaftler) (* 1962), deutscher Theaterwissenschaftler, Regisseur und Librettist
- Suzanne Frey-Kupper (* 1958), schweizerische Altertumswissenschaftlerin und Numismatikerin

### T
- Taylor Frey (* 1989), US-amerikanischer Schauspieler
- Theo Frey (Theodor Frey; 1908–1997), Schweizer Fotograf
- Theodor Frey, Pseudonym von Martin Cunow (1786–1847), deutscher Lehrer, Schriftsteller und Privatgelehrter
- Theodor Frey (Politiker, 1814) (1814–1897), deutscher Politiker (NLP), MdL Baden
- Theodor Frey (Politiker, 1842) (1842–1912), Schweizer Fabrikant und Politiker
- Theodor Frey (Drucker, 1854) (1854–1931), deutscher Buchdrucker, Unternehmensgründer und Zeitungsverleger
- Theodor Frey (Admiral) (1869–1945), deutscher Konteradmiral
- Theodor Frey (Drucker, 1886) (1886–1979), deutscher Drucker und Verleger
- Theophil Frey (Architekt) (1845–1904), deutscher Architekt
- Theophil Frey (Jurist) (1881–1957), deutscher Verwaltungsjurist
- Thomas Frey, Pseudonym von Theodor Fritsch (1852–1933), deutscher Publizist und Verleger
- Thomas Frey (Schauspieler) (* 1944), österreichischer Schauspieler
- Thomas Frey (Historiker) (* 1962), Schweizer Historiker
- Thomas Frey (Skirennläufer) (* 1984), französischer Skirennläufer
- Thomas Leitch-Frey (* 1962), Schweizer Politiker
- Thomas Reusch-Frey (* 1959), deutscher Geistlicher und Politiker (SPD), MdL Baden-Württemberg
- Tilo Frey (1923–2008), Schweizer Politikerin
- Tim Frey (eigentlich Timotheus Frey; * 1972), Schweizer Politiker (CVP)
- Timo Frey (* 1971), deutscher Politiker (CDU)
- Toomas Frey (1937–2020), sowjetischer bzw. estnischer Politiker und Biologe

### U
- Ulrich Frey (1918–2006), Schweizer Mediziner
- Urban Frey (* 1964), Schweizer Panflötenspieler, Komponist, Kulturmanager und Musikschulleiter
- Urs Frey (Dokumentarfilmer, 1954) (* 1954), Schweizer Dokumentarfilmer
- Urs Frey (Dokumentarfilmer, 1960) (Urs Frey Lehmann; 1960–2008), Schweizer Dokumentarfilmer
- Urs Frey (Mediziner) (* 1962), Schweizer Mediziner und Hochschullehrer
- Urs Frey (Wirtschaftswissenschaftler) (* 1968), Schweizer Wirtschaftswissenschaftler und Hochschullehrer

### V
- Vivian Frey (* 1982), deutscher Schauspieler und Theaterregisseur
- Vital Julian Frey (* 1979), Schweizer Cembalist

### W
- Walter Frey (Mediziner) (1884–1972), Schweizer Internist
- Walter Frey (Pianist) (1898–1985), Schweizer Pianist
- Walter Frey (Politiker, 1909) (1909–1966), deutscher Politiker (SPD)
- Walter Frey (Entomologe) (1911–1973), deutscher Insektenkundler
- Walter Frey (Innenarchitekt) (1911–2002), Schweizer Innenarchitekt und Designer
- Walter Frey (Politiker, 1943) (* 1943), Schweizer Unternehmer und Politiker (SVP)
- Walther Frey (1883–vor 1957), deutscher Architekt
- Werner Frey (1912–1989), Schweizer Architekt
- Werner Frey (Unternehmer) (1927–1997), deutscher Unternehmer und Druckereibesitzer
- Wilhelm Frey (Maler) (1826–1911), deutscher Maler
- Wilhelm Frey (Schriftsteller) (1833–1909), deutscher Schriftsteller und Redakteur
- Wilhelm Frey (Jurist) (1885–1959), deutscher Jurist
- Willy Frey (Sänger) (1901–1986), Schweizer Sänger (Tenor), Opernregisseur und Schauspieler
- Willy Frey (Architekt) (1911–2004), Schweizer Architekt
- Winfried Frey (Germanist) (1940–2024), deutscher Germanist und Antisemitismusforscher
- Winfried Frey (Schauspieler) (* 1968), deutscher Schauspieler, Kabarettist, Regisseur und Autor
- Wolfgang von Frey (1895–1982), deutscher Mediziner
- Wolfgang Frey (* 1942), deutscher Botaniker